# 495 (getal)
495 (vierhonderdvijfennegentig) is het natuurlijke getal dat volgt op 494 en dat voorafgaat aan 496.

## In de wiskunde
- 495 is een samengesteld getal: {\displaystyle 495=3^{2}\times 5\times 11}.
- 495 staat in de driehoek van Pascal op de 13e rij. Het is een binomiaalcoëfficiënt: {\displaystyle 495={\tbinom {12}{4}}={\tbinom {12}{8}}}.

In de ontwikkeling van {\displaystyle (1+x)^{12}} is het getal dus de coëfficiënt van de term met {\displaystyle x^{4}} en van die met {\displaystyle x^{8}}.
- 495 is in het binaire stelsel een palindroomgetal: {\displaystyle 495_{10}=111101111_{2}}.

Dit is ook het geval in het acht- en twaalftallig stelsel: {\displaystyle 495_{10}=757_{8}=353_{12}}.
- 495 is een constante bij de routine van Kaprekar.

Voor {\displaystyle n=495} geeft bedoelde routine: {\displaystyle 954-459=495}. Voor een driecijferig getal, dat geen repdigit is, zoals bijvoorbeeld {\displaystyle n=585}, is dan de met de routine gegenereerde rij getallen:
{\displaystyle 855\succ 297\succ 693\succ 594\succ 495}
- 495 is element van enkele pythagorese drietallen:

(100, 495, 505), (156, 495, 519), (264, 495, 561), (297, 396, 495), (308, 495, 583), (432, 495, 657), (495, 660, 825), (495, 840, 975), (495, 952, 1073), (495, 1188, 1287), (495, 1472, 1553), (495, 1596, 1671), (495, 2200, 2255), (495, 2700, 2745), (495, 3696, 3729), (495, 4524, 4551), (495, 4888, 4913), (495, 8160, 8175), (495, 11132, 11143), (495, 13608, 13617), (495, 24500, 24505), (495, 40836, 40839), (495, 122512, 122513)

## Overig
- de jaren 495 en 495 v.Chr.
- de golflengte in nanometer van licht in de kleur cyaan
- de ontbrandingstemperatuur in °C van propaan
- Bundesstraße 495